# 第1高射師団 (ドイツ国防軍)

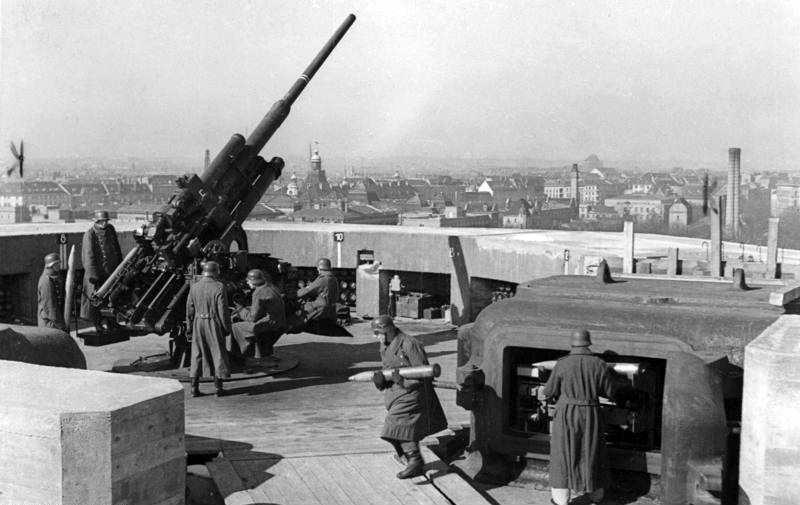
ベルリン動物園高射砲塔に設置された重高射砲

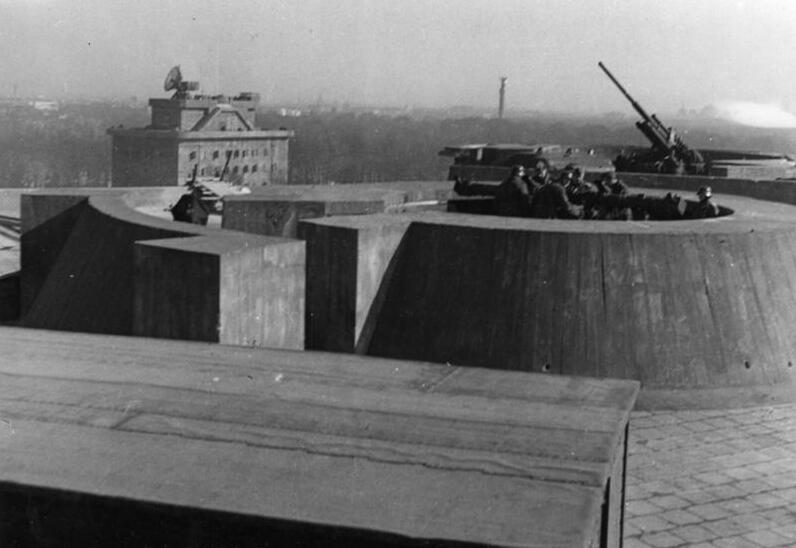
ベルリン動物園高射砲塔による訓練の風景。背景には対空レーダーのアンテナも写っている（1942年4月16日）

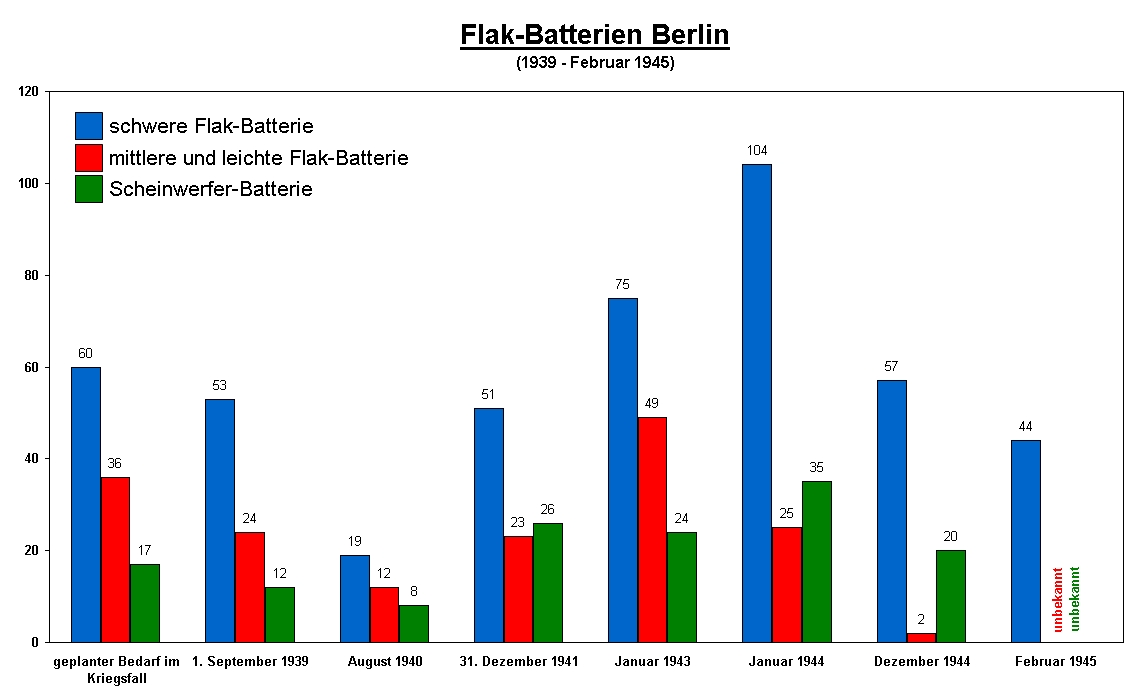
1939年から1945年にかけてのベルリンにおける防空戦力展開の推移。青は重高射砲中隊、赤は中・軽高射砲中隊、緑は投光器中隊の規模を示す

第1高射師団（1. Flak-Division）は、ナチス・ドイツ時代のドイツ空軍が第二次世界大戦中に設置した師団である。ベルリン中心部の防空を担当した。

## 歴史
1938年夏頃からベルリンの防空担当部隊の設置が検討され始め、同年8月1日に第1防空隊（Luftverteidigungskommando 1）が設置された。初代師団長はブラウン大佐（Braun）だったが、8月4日に事故死している。後任に選ばれたゲルハルト・ホフマン少将は1940年6月23日まで務めた。その後はヴェルナー・プレルベルク大佐（Werner Prellberg）が指揮を取り、7月5日にルートヴィヒ・シリファート少将（Ludwig Schliffahrt）に交代した。1940年9月1日、第1高射師団と改称された。
第1高射師団に課された任務は、大ベルリン圏の防空である。指揮系統上は第3空軍管区司令部（Luftgaukommando III）に直属し、また以下の下級編成を含んだ。
- 第12高射連隊（Flakregiment 12）
- 第22高射連隊（Flakregiment 22）
- ゲネラル・ゲーリング高射連隊（Flakregiment „General Göring“）

戦力としては60個重高射砲中隊、35個中・軽高射砲中隊、17個投光器中隊、6個阻塞気球中隊、9個対空機銃中隊を有した。

### 第二次世界大戦
第二次世界大戦勃発時、第12高射連隊はベルリン南東部防空のためランクヴィッツに展開していた。また、新設の第32高射連隊がベルリン北西部防空のためライニッケンドルフに本部を設置していた。ゲネラル・ゲーリング高射連隊は空軍総司令部を防衛するべくポツダムに展開していた。開戦後、第1高射師団は戦前と同等の防空能力を維持することが難しくなり、後に重高射砲中隊は53個、中・軽高射砲中隊は24個、投光器中隊は12個まで削減された。1940年8月中頃からは西部戦線で防空戦力の需要が増したこともあり、重高射砲中隊は19個、中・軽高射砲中隊は12個まで削減された。後に投光器中隊も8個まで削減されている。こうした戦力の抽出が重なった結果、第1高射師団はベルリン上空を完全に防衛する能力を失い、とりわけ夜間爆撃に対してはほとんど無力となっていた。この問題について、第3空軍管区司令部所属の将官らによる異例の抗議も行われている。1940年8月にイギリス空軍による最初の空襲が行われると、第1高射師団は急遽増強されることとなった。この際に建設されたのがいわゆるベルリン高射砲塔で、12.8cm連装高射砲が設置されていた。1941年12月の布告により、師団の戦力は重高射砲中隊53個、中・軽高射砲中隊23個、投光器中隊26個まで増強されることになったものの、投光器中隊以外の戦力が戦前の水準まで回復することはなかった。
連合国軍による空襲が激化する中、大ベルリン圏の防空体制の増強は重ねられた。1941年12月31日の時点で、大ベルリン圏には合計して重高射砲中隊75個、中・軽高射砲中隊49個、投光器中隊24個が展開していた。1943年11月1日時点で第1高射師団には以下の下級編成が存在した。
- 第22高射連隊（南部高射団） - 駐ランクヴィッツ
- 第53高射連隊（北部高射団） - 駐ハイリゲンゼー（ドイツ語版）
- 第126高射連隊（西部高射団） - 駐ライニッケンドルフ
- 第172高射連隊（東部高射団） - 1944年8月25日解散
- 第82投光器連隊

1944年1月以降は更なる戦力再編が図られた。最終的に帝都圏（Reichshauptstadt）には重高射砲中隊104個が展開したが、一方で中・軽高射砲中隊は25個、投光器中隊は20個まで削減された。こうした大規模な防空戦力が配置されていたにもかかわらず、ベルリンの大部分は1944年末までに破壊された。ただし、特に防空体制が固められていた主要産業や鉄道網などは依然として維持されていた。1944年から1945年、東部戦線でのソビエト連邦による攻勢が激化すると、内地の防空戦力が前線へと抽出されるようになり、第1高射師団も縮小を余儀なくされた。従来57個を有した重高射砲中隊は44個まで削減された。
1945年2月、第1高射師団はベルリンの防衛に際して地上戦力として投入されることが決定した。第53高射連隊はオーデル川方面での防空任務のために師団から離脱した。また、陸軍側では第1高射師団を解体して47個の高射戦闘隊（Flakkampftruppen）を結成することが計画されていた。しかし、この時点で既に師団には44個の重高射砲中隊しか戦力が残されておらず、計画を達成することは不可能だった。実際にどれだけの高射戦闘隊が編成されたのかは明らかではない。ベルリンではあらゆる手段で人員を動員し、恒久的に設置されたものを除く全ての防空装備を結集し、弱体化した防空戦力を少しでも補おうと試みられていた。

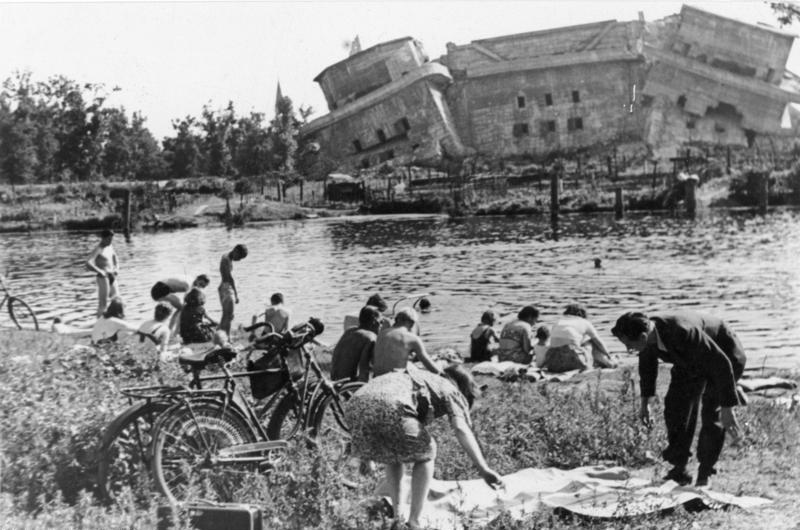
破壊されたベルリン動物園高射砲塔（英語版）。最後の師団本部が置かれていた
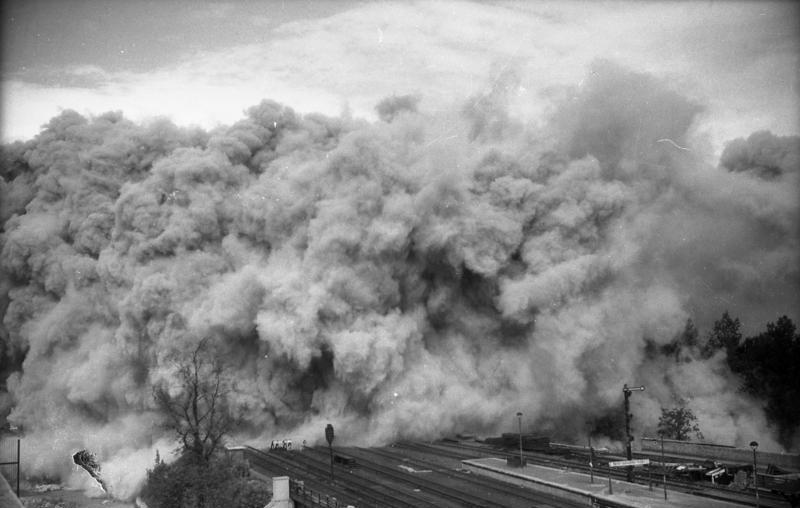
1947年9月4日、爆破解体される高射砲塔
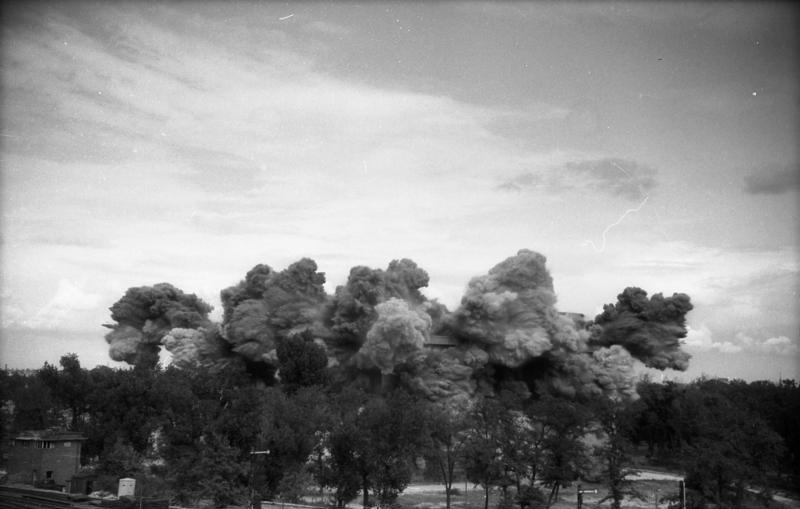
遠方から望む爆破解体の様子

### 敗戦
1945年4月半ば、第1高射師団は第2高射軍団の指揮下に入った。師団本部は敗戦までベルリン動物園高射砲塔に設置されていた。同高射砲塔が地上部隊への火力支援を指揮するために最も適した場所にあり、戦力も集中していたためである。1945年5月2日、防衛司令官ヘルムート・ヴァイトリング将軍のもと、ベルリンに展開する全てのドイツ軍部隊が降伏し、第1高射師団の残余は赤軍の捕虜となった。

## 歴代師団長
| 階級 | 氏名                                               | 任期                           |
| ---- | -------------------------------------------------- | ------------------------------ |
| 少将 | ルートヴィヒ・シルフファート（Ludwig Schilffarth） | 1941年7月12日 - 1943年1月14日  |
| 少将 | マックス・シャラー（Max Schaller）                 | 1943年1月15日 - 1944年2月28日  |
| 中将 | エーリヒ・クレスマン（Erich Kreßmann）             | 1944年3月10日 - 1944年11月14日 |
| 少将 | オットー・シドー（Otto Sydow）                     | 1944年11月15日 - 1945年5月2日  |

## その後
かつて師団本部が置かれていたベルリン動物園高射砲塔は、1947年1月に解体されるまでは仮設住宅として利用されていた。